# Scottish Championship
Die Scottish Championship ist seit 2013 die zweithöchste Fußballliga in Schottland und eine Division der Scottish Professional Football League. Sie folgte auf die Scottish Football League First Division.

## Vereine der Scottish Championship 2025/26
In der Saison 2025/26 spielen folgende zehn Mannschaften in der Scottish Championship:
- Airdrieonians FC
- FC Arbroath
- Ayr United
- Dunfermline Athletic
- Greenock Morton
- Partick Thistle
- FC Queen’s Park
- Raith Rovers
- Ross County
- FC St. Johnstone

## Stadien
| Airdrieonians FC  | FC Arbroath   | Ayr United     | Dunfermline Athletic | Greenock Morton |
| ----------------- | ------------- | -------------- | -------------------- | --------------- |
| Excelsior Stadium | Gayfield Park | Somerset Park  | East End Park        | Cappielow Park  |
| Plätze: 10.101    | Plätze: 6.600 | Plätze: 10.185 | Plätze: 11.480       | Plätze: 11.589  |
|                   |               |                |                      |                 |

| Partick Thistle | FC Queen’s Park | Raith Rovers  | Ross County           | FC St. Johnstone |
| --------------- | --------------- | ------------- | --------------------- | ---------------- |
| Firhill Stadium | Hampden Park    | Stark’s Park  | Global Energy Stadium | McDiarmid Park   |
| Plätze: 10.102  | Plätze: 51.866  | Plätze: 8.867 | Plätze: 6.541         | Plätze: 10.696   |
|                 |                 |               |                       |                  |

## Meister der Championship
- 2013/14 – FC Dundee
- 2014/15 – Heart of Midlothian
- 2015/16 – Glasgow Rangers
- 2016/17 – Hibernian Edinburgh
- 2017/18 – FC St. Mirren
- 2018/19 – Ross County
- 2019/20 – Dundee United
- 2020/21 – Heart of Midlothian
- 2021/22 – FC Kilmarnock
- 2022/23 – FC Dundee
- 2023/24 – Dundee United
- 2024/25 – FC Falkirk

## Aufstieg/Relegation
Der Erstplatzierte steigt direkt in die Premiership auf. Teilnehmer der Relegation aus der Championship sind die Mannschaften auf dem zweiten, dritten und vierten Tabellenplatz. Dazu kommt die elftplatzierte Mannschaft aus der Premiership. Der Sieger jeder Runde wird in zwei Spielen ermittelt, wobei in der ersten Runde die Mannschaften, die sich am Saisonende der Championship auf dem dritten und vierten Platz befanden, aufeinander treffen. Danach spielt der Sieger dieses Spiels in der zweiten Runde gegen die zweitplatzierte Mannschaft aus der Championship. Die letzte Runde wird zwischen dem Elfplatzierten aus der Premiership und dem Sieger der zweiten Runde ausgetragen. Der Sieger der dritten Runde erhält einen Platz für die neue Saison in der Premiership.